# Rio das Pedras
Rio das Pedras é um município brasileiro do estado de São Paulo. Sua população estimada em 2024 pelo IBGE era de 32.267 habitantes. Faz parte da Região Metropolitana de Piracicaba (RMP) e está situada a cerca de 160 km a noroeste da capital paulista.

## História
O município tem suas origens em torno do "informal" Pouso do Rio das Pedras, que era a casa do lavrador Pedro, que acomodava os tropeiros que ali passavam.
Na década de 1870, foi construída uma estação da Estrada de Ferro Ituana na localidade, com o nome de "estação Rio das Pedras". Em torno da estação, uma vila formou-se e em pouco tempo foi batizada de "Freguesia do Senhor Bom Jesus de Rio das Pedras".
Em 4 de abril de 1889, foi criado o distrito de "Bom Jesus do Rio das Pedras", pertencente ao município de Piracicaba. Em 10 de julho de 1894, foi elevada a vila, desmembrando-se de Piracicaba e em 19 de dezembro de 1906, elevada a categoria de cidade.

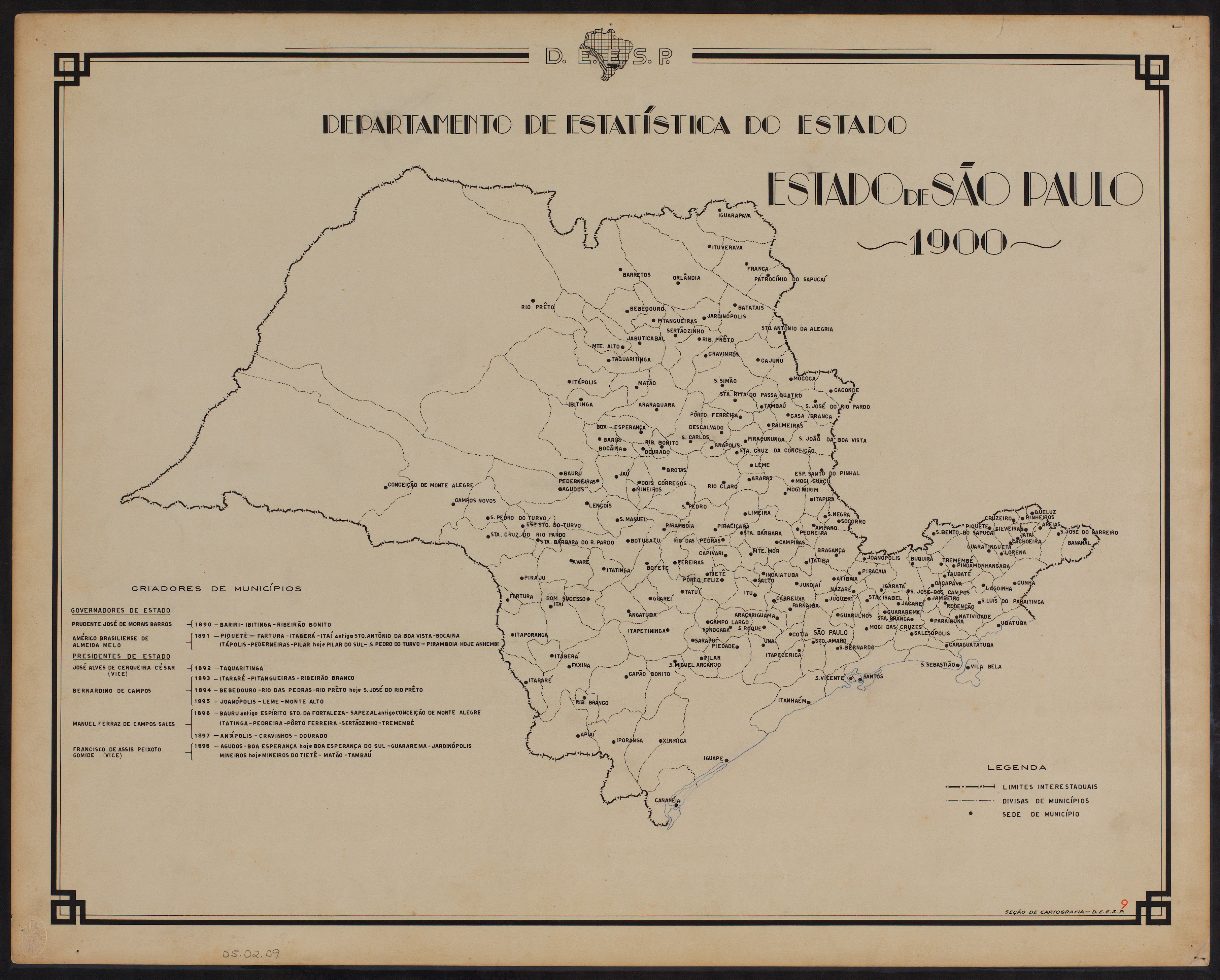
Estado de São Paulo (1900).

À medida que o Município foi se desenvolvendo, baseado na cafeicultura e auxiliado pelo braço do imigrante italiano, foram-se criando diversos melhoramentos: iluminação elétrica, em 1913; posto telefônico, entre 1913 e 1916; e abastecimento de água canalizada, em 1916.
Com o advento da plantação de cana-de-açúcar, transformando radicalmente as atividades agrícolas do Município, e a conseqüente industrialização do produto, além dos pequenos estabelecimentos industriais, produtores de aguardente e açúcar batido, já existente em 1952, ali se estabeleceram usinas maiores, produtoras de álcool e açúcar. Atualmente o município é conhecido por sediar várias empresas, como a metalúrgica Painco S/A, uma unidade da Arcor do Brasil e empresas do polo industrial da Hyundai Motor Brasil.

## Geografia
Localiza-se a uma latitude 22º50'36" sul e a uma longitude 47º36'22" oeste, estando a uma altitude de 625 metros. Possui uma área de 226,939 km².

### Hidrografia
- Ribeirão Alambari
- Ribeirão Lajeado
- Ribeirão Tijuco Preto

### Rodovias
- SP-127 - Acesso Pedro Valério Silveira Martins
- SP-127 - Rodovia Cornélio Pires
- SP-308 - Rodovia Mário Dedini (Rodovia do Açúcar)

## Demografia

### População
| Crescimento populacional                             | Crescimento populacional | Crescimento populacional | Crescimento populacional |
| Ano                                                  | População Total          |                          | %±                       |
| ---------------------------------------------------- | ------------------------ | ------------------------ | ------------------------ |
| 1900                                                 | 6 139                    |                          | —                        |
| 1910                                                 | 11 660                   |                          | 89,9%                    |
| 1920                                                 | 10 364                   |                          | −11,1%                   |
| 1925                                                 | 11 759                   |                          | 13,5%                    |
| 1929                                                 | 14 234                   |                          | 21,0%                    |
| 1934                                                 | 9 276                    |                          | −34,8%                   |
| 1937                                                 | 9 917                    |                          | 6,9%                     |
| 1940                                                 | 8 393                    |                          | −15,4%                   |
| 1946                                                 | 8 366                    |                          | −0,3%                    |
| 1950                                                 | 7 411                    |                          | −11,4%                   |
| 1958                                                 | 8 924                    |                          | 20,4%                    |
| 1960                                                 | 9 121                    |                          | 2,2%                     |
| 1970                                                 | 8 917                    |                          | −2,2%                    |
| 1980                                                 | 13 472                   |                          | 51,1%                    |
| 1991                                                 | 19 104                   |                          | 41,8%                    |
| 2000                                                 | 23 494                   |                          | 23,0%                    |
| 2010                                                 | 29 501                   |                          | 25,6%                    |
| 2022                                                 | 31 328                   |                          | 6,2%                     |
| Est. 2024                                            | 32 267                   | [ 6 ]                    | 3,0%                     |
| Fontes: Censos Demográficos IBGE e Estimativas SEADE |                          |                          |                          |

### Dados demográficos
Dados do Censo - 2000
População total: 29.501 (Censo 2010)
- Urbana: 21.954
- Rural: 1.540
- Homens: 11.967
- Mulheres: 11.527

Densidade demográfica (hab./km²): 12
Mortalidade infantil até 1 ano (por mil): 16,28
Expectativa de vida (anos): 71,00
Taxa de fecundidade (filhos por mulher): 2,21
Taxa de alfabetização: 91,48%
Índice de Desenvolvimento Humano (IDH-M): 0,791
- IDH-M Renda: 0,724
- IDH-M Longevidade: 0,767
- IDH-M Educação: 0,882

(Fonte: IPEADATA)

## Política e administração
- Prefeito: Marcos Buzetto (2021/2024)
- Vice-prefeito: Trudpert Allan Leite Riesterer
- Presidente da câmara: ? (2021/2022)

## Infraestrutura

### Transporte
A cidade conta com três empresas do transporte coletivo de passageiros:
- Auto Viação i9 (Transporte Municipal)
- Viação Itaqueri (Transporte Intermunicipal Suburbano, pela ARTESP): para Piracicaba;
- VB Transportes e Turismo (Transporte Rodoviário, pela ARTESP): para Piracicaba, Mombuca e Capivari.

### Comunicações
O sistema de telefones automáticos foi inaugurado na cidade em 1968. Já o sistema de discagem direta à distância (DDD) foi implantado em 1980 pela Telecomunicações de São Paulo (TELESP) com o código de área (0194).
Na década de 90 o código DDD da cidade foi alterado para (019), para padronização do sistema telefônico com a telefonia celular que estava sendo implantada em todo o estado.

## Pessoas ilustres
- Adalberto Piotto
- Amílcar Barbuy
- Ivan Quaresma da Silva
- Murillo Cavalcanti

## Religião
O Cristianismo se faz presente na cidade da seguinte forma:

### Igreja católica
- A igreja faz parte da Diocese de Piracicaba.[14]

### Igrejas evangélicas
Entre as igrejas protestantes históricas, pentecostais e neopentecostais, encontram-se na cidade:
- Assembleia de Deus Ministério do Belém.[16][17]
- Congregação Cristã no Brasil.[18]